# تای کاب
تای کاب (انگلیسی: Ty Cobb؛ ۱۸ دسامبر ۱۸۸۶ – ۱۷ ژوئیهٔ ۱۹۶۱) یک بازیکن بیسبال و یک نظامی اهل ایالات متحده آمریکا بوده است.